# Srem (quận)

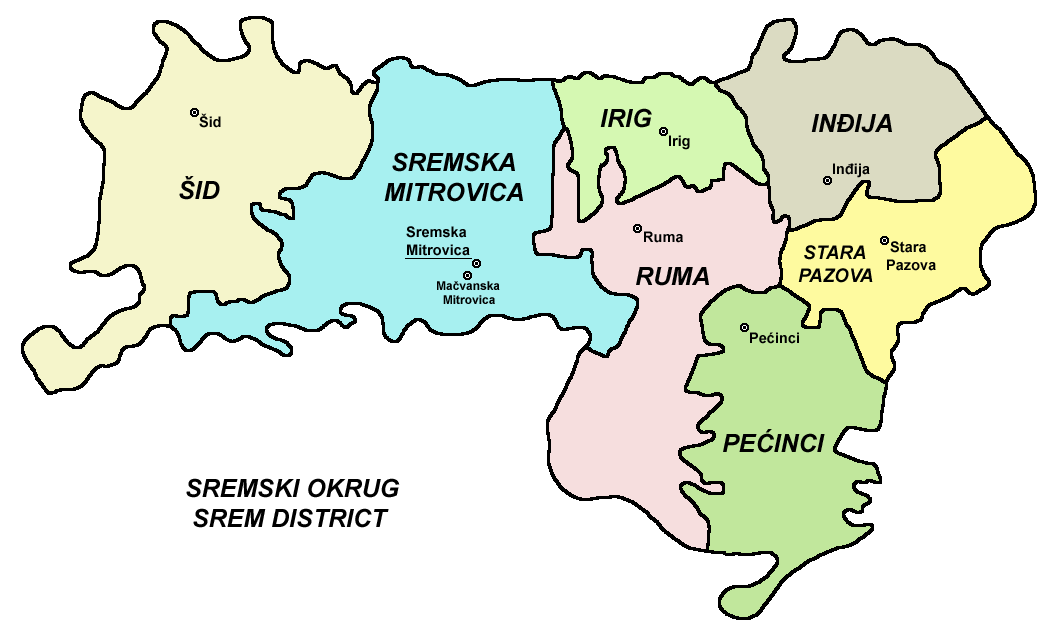
Bản đồ quận Srem

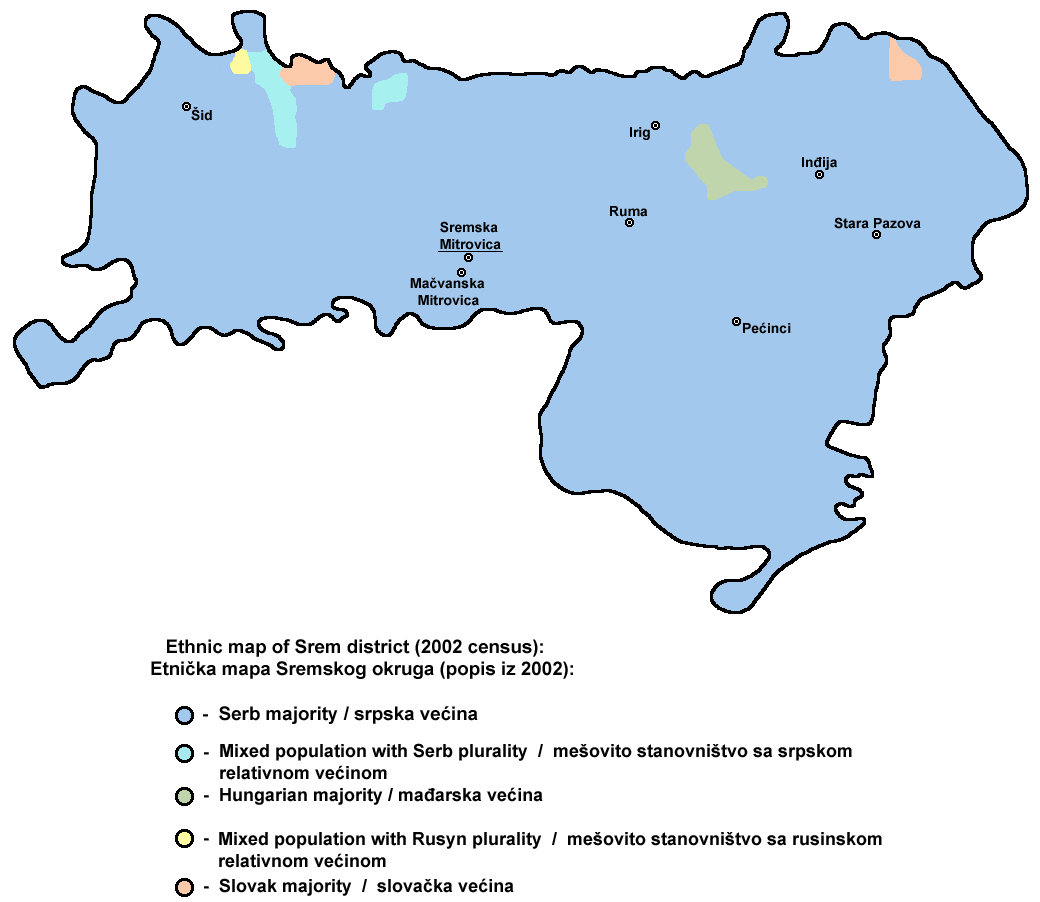
Bản đồ dân số quận Syrmia (điều tra năm 2002)

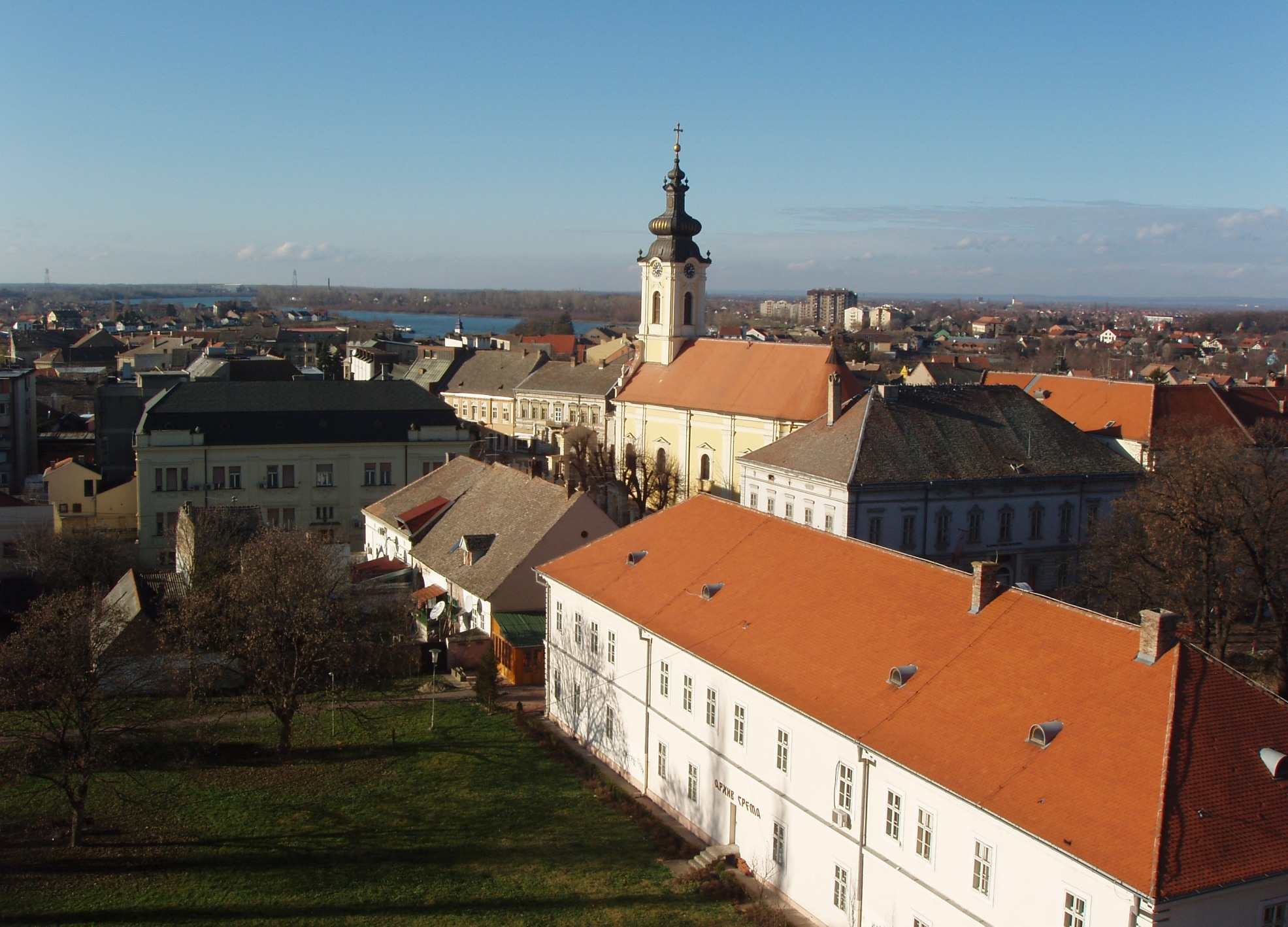
Thủ phủ quận - Sremska Mitrovica

Quận Syrmia (tiếng Serbia: Сремски округ) là một quận ở tây bắc của Serbia. Quận nằm trong vùng Syrmia và Mačva trong tỉnh tự trị Vojvodina. Quận có diện tích km², dân số là 309.981 người. Thủ phủ đóng ở thành phố Sremska Mitrovica.

## Khu tự quản
Quận Syrmia có các khu tự quản sau:
- Šid
- Inđija
- Sremska Mitrovica
- Irig
- Ruma
- Stara Pazova
- Pećinci

## Dân tộc
Dân số quận gồm các dân tộc sau: 
- Người Serb (84,51%),
- Người Croatia (3,13%),
- Người Slovakia (2,78%),
- Người Yugoslavia (1.52%),
- Người Hungary (1,26%),
- Roma (1,04%),
- Khác.